# توشهر
توشهر، روستایی از توابع بخش احمدی شهرستان حاجی‌آباد در استان هرمزگان ایران است توشهر با داشتن زمین مزروعی ونخیلات فراوان با مردی با فرهنگ غنی و وحاج غلامحسین میرزاده از مشاهیر ودارای بنای شاخص(قلعه) خان‌نشین بودن این منطقه از نقاط بارز است.علی خان.فرزاد امیر ابراهیمی وافرادی مانند غلامحسین خان فرزاد توشهر داری امکانات بسیار خوب برای توسعه کشاورزی دارا است.

## جمعیت
این روستا در دهستان احمدی قرار دارد و براساس سرشماری مرکز آمار ایران در سال ۱۳۸۵، جمعیت آن ۳۴۵ نفر (۸۵خانوار) بوده‌است.